# Isaac Fotu
Isaac Fotu (York, Gran Bretaña, 18 de diciembre de 1993) es un jugador de baloncesto neozelandés que actualmente juega en el Utsunomiya Brex de la B.League de Japón. Ha disputado tres ediciones de la Copa Mundial de Baloncesto con la selección de su país.

## Carrera profesional

### NCAA
Tras dos temporadas en la Universidad de Hawái, con la que el curso 2013-14 promedió 14.9 puntos y 6.1 rebotes por encuentro. La NCAA lo declaró ineligible para este próximo curso por motivo de una investigación abierta por sospechar que el jugador había incumplido la prohibición de obtener ingresos por jugar al basket amateur y el jugador tiene que dar el salto a Europa. 

### Europa
En noviembre de 2014, Fotu firmó un contrato de 3 años de duración con el CAI Zaragoza de la Liga ACB. A las pocas semanas es cedido al Bàsquet Manresa. En el año 2015 empieza a jugar en el equipo aragonés.

## Selección nacional
Tofu jugó con la selección de baloncesto de Nueva Zelanda en tres ediciones de la Copa Mundial de Baloncesto: 2014, 2019 y 2023. Asimismo también disputó el Campeonato FIBA Oceanía de 2015.